# Peter Hess (Musiker)
Peter Hess (* um 1975) ist ein US-amerikanischer Jazzmusiker (Tenorsaxophon, Klarinette, Flöte, Arrangement, Komposition).

## Leben und Wirken
Hess begann Ende der 1990er-Jahre in der New Yorker Jazz- und Improvisationsszene zu arbeiten; erste Aufnahmen entstanden im Quartett mit David Pier, Matt Pavolka und Blake Lindberg. In den folgenden Jahren arbeitete er in den Gruppen Anti-Social Music (mit Ken Thomson, Maria Sonevytsky), Asphalt Orchestra (u. a. mit Alan Ferber, Shane Endsley, Stephanie Richards), Balkan Beat Box (Ori Kaplan), Barbez, Guignol, Justin Mullens & The Delphian Jazz Orchestra, Slavic Soul Party (u. a. mit Kenny Warren, Matt Moran), in James Jabbo Ware’s Me, We, And Them Orchestra und – als Rudeboy Hess – in der Punkband The World/Inferno Friendship Society. Seit 2016 ist er zudem Mitglied im Philip Glass Ensemble. Des Weiteren leitete er ein eigenes Trio und Quartett, mit denen zwei Alben entstanden. Im Bereich des Jazz war er laut Tom Lord zwischen 1998 und 2021 an 15 Aufnahmesessions beteiligt, u. a. auch mit Akiko Pavolka, Rob Mosher und David Sanborn, für den er auch arrangierte.  Mit Matt Moran gründete Hess das Musiklabel Diskonife Records, auf dem auch Aufnahmen von Darren Johnston erschienen.
Nach Ansicht von Jim Worsley der das Album Present Company (2019) in All About Jazz rezensierte, begnüge sich dieses Quartett offensichtlich nicht damit, sich auf Altbewährtes zu verlassen, sondern habe stattdessen eine eigene wirkungsvolle Formel entwickelt. Elemente aus Free Jazz, Avantgarde, Experimentellem, Swing und mehr würden in den Topf geworfen. Das Ergebnis widerstehe jeder dieser Einordnungen.

## Diskographische Hinweise
- Slavic Soul Party!: Plays Duke Ellington's Far East Suite (2016)
- Peter Hess Quartet: Present Company (Diskonife Records, 2019), mit Brian Drye, Adam Hopkins, Tomas Fujiwara
- Peter Hess Trio: Falling (Diskonife Records, 2018), mit Matt Moran, Jeff Davis
- Mick Rossi & Peter Hess: Cut the Red Wire (2019)
- Mick Rossi, Peter Hess, Matt Moran: You Break You Buy (Diskoknife, 2023)